# Vincenzo Pacelli
Pour les articles homonymes, voir Pacelli (homonymie).
Vincenzo Pacelli est un historien de l'art italien, né en 1939 à San Salvatore Telesino et mort en 2014 à Naples.
Expert universitaire de la peinture napolitaine du XVIIe siècle, Pacelli s'illustre notamment par son expertise sur Caravage et surtout sur son œuvre tardive et même sur sa dernière année de vie (l'année 1610) : il permet ainsi d'identifier en 1980 l'un des tout derniers tableaux du peintre lombard, Le Martyre de sainte Ursule.

## Publications
- (it)L'ultimo Caravaggio, éd. Ediart, 1994[1].
- (it)Caravaggio: tra arte e scienza, collectif sous la direction de Vincenzo Pacelli et de Gianluca Forgione, éd. Paparo, 2012[2].